# Couserans

Wapen van Couserans

Couserans is een voormalige provincie van Frankrijk, gelegen in de regio Occitanie. Couserans heeft tegenwoordig geen officieel statuut meer, maar de naam wordt nog gebruikt voor de westelijke helft van het Ariègedepartement, met de steden Saint-Girons en Saint-Lizier. Bij de kantonale hervormingen van maart 2015 werden 3 kantons gevormd waarvan de naam naar de streek verwijst: Couserans-Est, Couserans-Ouest en Portes du Couserans.
In de Romeinse tijd was Couserans bewoond door de volksstam van de Consoranni. Vermoedelijk hoorden zij bij de Aquitaniërs en spraken zij een Baskische taal. Later kwamen Galliërs vanuit Toulouse ook in de streek wonen. De burggraven van Couserans hadden hun kasteel in Saint-Girons. Vanaf 1900 liep de bevolking van Couserans terug bij gebrek aan economische mogelijkheden.
- Gemeinsame Normdatei: 4234029-9
- Nationale Bibliotheek van Tsjechië: ge672210
- Nationale Bibliotheek van Israël: 987007535429205171
- Virtual International Authority File: 235994776